# Geovane (calciatore 1998)
Geovane Nascimento Silva (Jacobina, 15 giugno 1998) è un calciatore brasiliano, centrocampista del Confiança.

## Caratteristiche tecniche
È un trequartista.

## Carriera
Cresciuto nel settore giovanile del San Paolo, nel 2019 viene ceduto in prestito ai portoghesi del Louletano con cui debutta il 20 gennaio giocando l'incontro di Campeonato de Portugal perso 2-1 contro il Casa Pia, dove realizza la sua prima rete.
Terminata la stagione viene ceduto nuovamente in prestito, questa volta in Série B all'América-MG; al termine della stagione viene acquistato a titolo definitivo dal club neroverde.

## Statistiche
Statistiche aggiornate al 3 giugno 2023.

### Presenze e reti nei club
| Stagione        | Squadra          | Campionato      | Campionato | Campionato | Coppe nazionali | Coppe nazionali | Coppe nazionali | Coppe continentali | Coppe continentali | Coppe continentali | Altre coppe | Altre coppe | Altre coppe | Totale | Totale | Totale |
| Stagione        | Squadra          | Comp            | Pres       | Reti       | Comp            | Pres            | Reti            | Comp               | Pres               | Reti               | Comp        | Pres        | Reti        | Pres   | Reti   |        |
| --------------- | ---------------- | --------------- | ---------- | ---------- | --------------- | --------------- | --------------- | ------------------ | ------------------ | ------------------ | ----------- | ----------- | ----------- | ------ | ------ | ------ |
| 2017            | San Paolo B      |                 | -          | -          |                 | -               | -               |                    | -                  | -                  | CP          | 6           | 0           | 6      | 0      |        |
| gen.-giu. 2019  | Louletano        | CdP             | 17         | 5          | CP              | 0               | 0               |                    | -                  | -                  |             | -           | -           | 17     | 5      |        |
| 2019            | América-MG       | B               | 17         | 1          | CB              | 0               | 0               |                    | -                  | -                  |             | -           | -           | 17     | 1      |        |
| 2020            | América-MG       | M1/MG+B         | 6+21       | 1+1        | CB              | 8               | 0               |                    | -                  | -                  |             | -           | -           | 35     | 2      |        |
| 2021            | América-MG       | M1/MG+A         | 1+10       | 0+1        | CB              | 1               | 0               |                    | -                  | -                  |             | -           | -           | 12     | 1      |        |
| 2022            | Inter de Limeira | A1/SP           | 10         | 1          |                 | -               | -               |                    | -                  | -                  |             | -           | -           | 10     | 1      |        |
| 2022            | Mirassol         | C               | 2          | 0          |                 | -               | -               |                    | -                  | -                  |             | -           | -           | 2      | 0      |        |
| 2023            | CSA              | PD/AL           | 4          | 1          | CB              | 0               | 0               |                    | -                  | -                  | CdN+CA      | 7+2         | 0           | 13     | 1      |        |
| Totale carriera | Totale carriera  | Totale carriera | 88         | 10         |                 | 9               | 0               |                    | -                  | -                  |             | 15          | 0           | 112    | 10     |        |

## Palmarès

### Club

#### Competizioni nazionali
- Campeonato Brasileiro Série C: 1

Mirassol: 2022

#### Competizioni statali
- Campionato Sergipano: 1

Confiança: 2025